# Inga Gentzel
Inga Kristina Gentzel-Dahlgren (Stoccolma, 24 aprile 1908 – Nyköping, 1º gennaio 1991) è stata una mezzofondista e velocista svedese.

## Biografia
Partecipò alla seconda edizione dei Giochi mondiali femminili conquistando la medaglia d'argento nei 1000 metri con il tempo di 3'09"4. Gareggiò anche ai Giochi olimpici di Amsterdam 1928 portando a casa la medaglia di bronzo negli 800 metri (2'17"8); nella staffetta 4×100 metri, corsa insieme a Maud Sundberg, Emy Pettersson e Ruth Svedberg, fu eliminata durante le qualificazioni. Il 16 giugno 1928, pochi giorni prima dell'Olimpiade, Inga Gentzel divenne primatista mondiale negli 800 metri con il tempo di 2'20"4, record battuto dalla tedesca Lina Radke durante i Giochi di Amsterdam.

## Palmarès
| Anno | Manifestazione            | Sede      | Evento      | Risultato | Prestazione | Note  |
| ---- | ------------------------- | --------- | ----------- | --------- | ----------- | ----- |
| 1926 | Giochi mondiali femminili | Göteborg  | 1 000 metri | Argento   | 3'09"4      |       |
| 1928 | Giochi olimpici           | Amsterdam | 800 metri   | Bronzo    | 2'17"8      | [ 1 ] |
| 1928 | Giochi olimpici           | Amsterdam | 4×100 metri | Batteria  | 53"2        |       |